# Еспанола (Онтарио)
Еспанола (енгл. Espanola) је градић у Канади у покрајини Онтарио. Према резултатима пописа 2011. у граду је живело 5.364 становника.

## Становништво
Према резултатима пописа становништва из 2011. у граду је живело 5.364 становника, што је за 0,9% више у односу на попис из 2006. када је регистровано 5.314 житеља.
| 2006. | 2011. |
| ----- | ----- |
| 5.314 | 5.364 |